# Poursac
Poursac é uma comuna francesa na região administrativa da Nova Aquitânia, no departamento de Charente. Estende-se por uma área de 11,39 km². Em 2010 a comuna tinha 209 habitantes (densidade: 18,3 hab./km²).